# Narasimhan Ram
Pour les articles homonymes, voir RAM.
Narasimhan Ram, aussi N. Ram, né en 1945, à Chennai, en Inde, est un journaliste indien, rédacteur en chef du journal The Hindu depuis le 27 juin 2003. Il a la réputation d'être un rédacteur en chef de gauche, d'idéologie marxiste[citation nécessaire],,.

## Critiques
Il est critiqué pour sa défense du parti communiste chinois,. 
Pour l'écrivain et historien Ramachandra Guha, N. Ram « fournit délibérément camouflage à un régime totalitaire [...]. Il minimise les attaques contre les institutions culturelles et les croyances religieuses des Tibétains menées de façon avérées par les Chinois [...] il rejette des preuves, fournies indépendamment, de la colonisation à grande échelle de la région par des Hans ».
L'écrivain tibétain émigré[pertinence contestée] Jamyang Norbu qualifie les écrits de N. Ram de propagande en faveur de la Chine.
Les visites au Tibet de ceux que Patrick French qualifie de « prostitués intellectuels », ont presque disparu depuis les années 1980, bien qu’il note qu’en l’an 2000, le baron prospère de la presse indienne, N. Ram, publia dans la revue Frontline, dont il dirige la publication, un article faisant suite à un voyage officiel de 5 jours au Tibet débutant ainsi : « Le ciel est turquoise, le soleil d’or pur, le Dalaï-Lama est loin du Potala, semant la zizanie en Occident, mais le Tibet avance. ». Le Quotidien du Peuple reprit ses propos, d’un enthousiasme rare en 2000, pour la propagande de Pékin dans un article intitulé « le vrai Tibet sous l’éclat du soleil »